# Enyalioides altotambo
Espèce
Enyalioides altotambo est une espèce de sauriens de la famille des Hoplocercidae.

## Répartition
Cette espèce est endémique de la province d'Esmeraldas en Équateur.

## Description

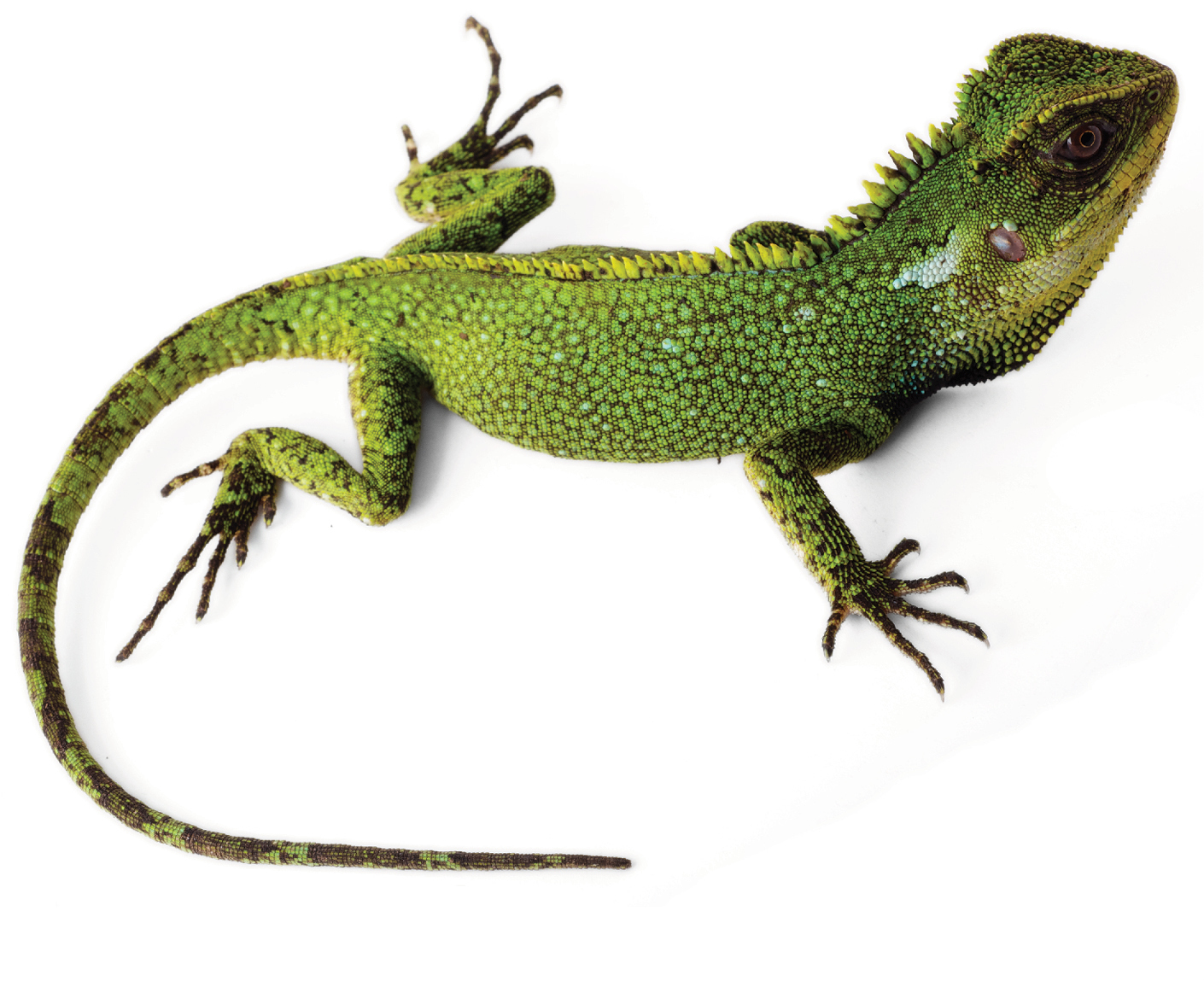

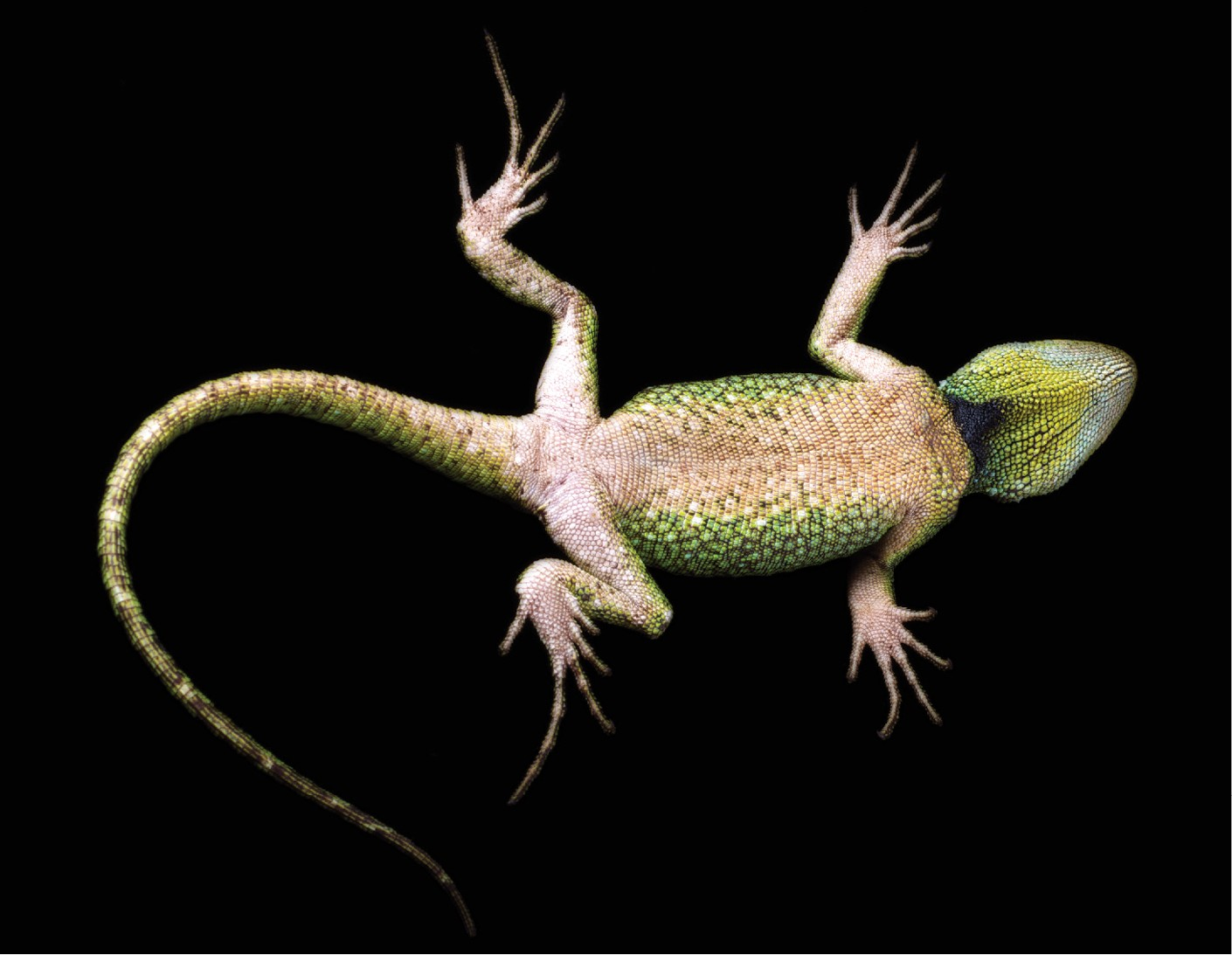

Le mâle holotype mesure 119 mm de longueur standard et 160 mm de queue.

## Étymologie
Cette espèce est nommée en référence au lieu de sa découverte, Alto Tambo.

## Publication originale
- Torres-Carvajal, Venegas & de Queiroz, 2015 : Three new species of woodlizards (Hoplocercinae, Enyalioides) from northwestern South America. ZooKeys, no 494, p. 107-132 (texte intégral).